# Zalujjea, Teplîk
Zalujjea (în ucraineană Залужжя) este o comună în raionul Teplîk, regiunea Vinnița, Ucraina, formată numai din satul de reședință.

## Demografie
Componența lingvistică a satului Zalujjea
     Ucraineană (99,27%)
     Alte limbi (0,73%)
Conform recensământului din 2001, majoritatea populației satului Zalujjea era vorbitoare de ucraineană (99,27%), existând în minoritate și vorbitori de alte limbi.